# Аутентичност
Аутентичност је изворно, правоважно, онакво какво се приказује без премиса. Карактеристика личности произашла из себе саме, слободна и без наметнутих и лажних садржаја.